# Пенчнев
Пенчнев (пол. Pęczniew) — село в Польщі, у гміні Пенчнев Поддембицького повіту Лодзинського воєводства.
Населення — 780 осіб (2011).
У 1975-1998 роках село належало до Серадзького воєводства.

## Демографія
Демографічна структура станом на 31 березня 2011 року:
|          | Загалом | Допрацездатний вік | Працездатний вік | Постпрацездатний вік |
| -------- | ------- | ------------------ | ---------------- | -------------------- |
| Чоловіки | 374     | 67                 | 274              | 33                   |
| Жінки    | 406     | 74                 | 254              | 78                   |
| Разом    | 780     | 141                | 528              | 111                  |